# Taken by Force
Taken by Force es el quinto álbum de estudio de la banda alemana de hard rock y heavy metal Scorpions, publicado en 1977 por RCA Records. Es la última producción de estudio del guitarrista Uli Jon Roth, ya que en abril de 1978 se retiró del grupo para iniciar una carrera solista. A su vez, fue la primera del batería Herman Rarebell, que ingresó en mayo de 1977 en reemplazo de Rudy Lenners.
Como era habitual en la carrera de la banda hasta aquel entonces, el disco se grabó en los Dierks Studios de Colonia entre junio y octubre de 1977, y fue producido por el alemán Dieter Dierks. Por su parte, su portada original —dos niños jugando con armas de fuego en un cementerio— tuvo que ser cambiada por una alternativa debido a la situación sociopolítica que vivía la Alemania Occidental. Por otro lado, tras su lanzamiento recibió reseñas positivas de parte de la prensa especializada. Además, obtuvo un positivo recibimiento comercial en Japón, en donde se certificó con disco de oro. Debido a ello, durante su gira promocional la banda tocó por primera vez en el país asiático con cinco presentaciones en tres ciudades. Por último, en 2015, con motivos de la celebración del cincuenta aniversario  de Scorpions, el disco se remasterizó con seis pistas adicionales.

## Antecedentes

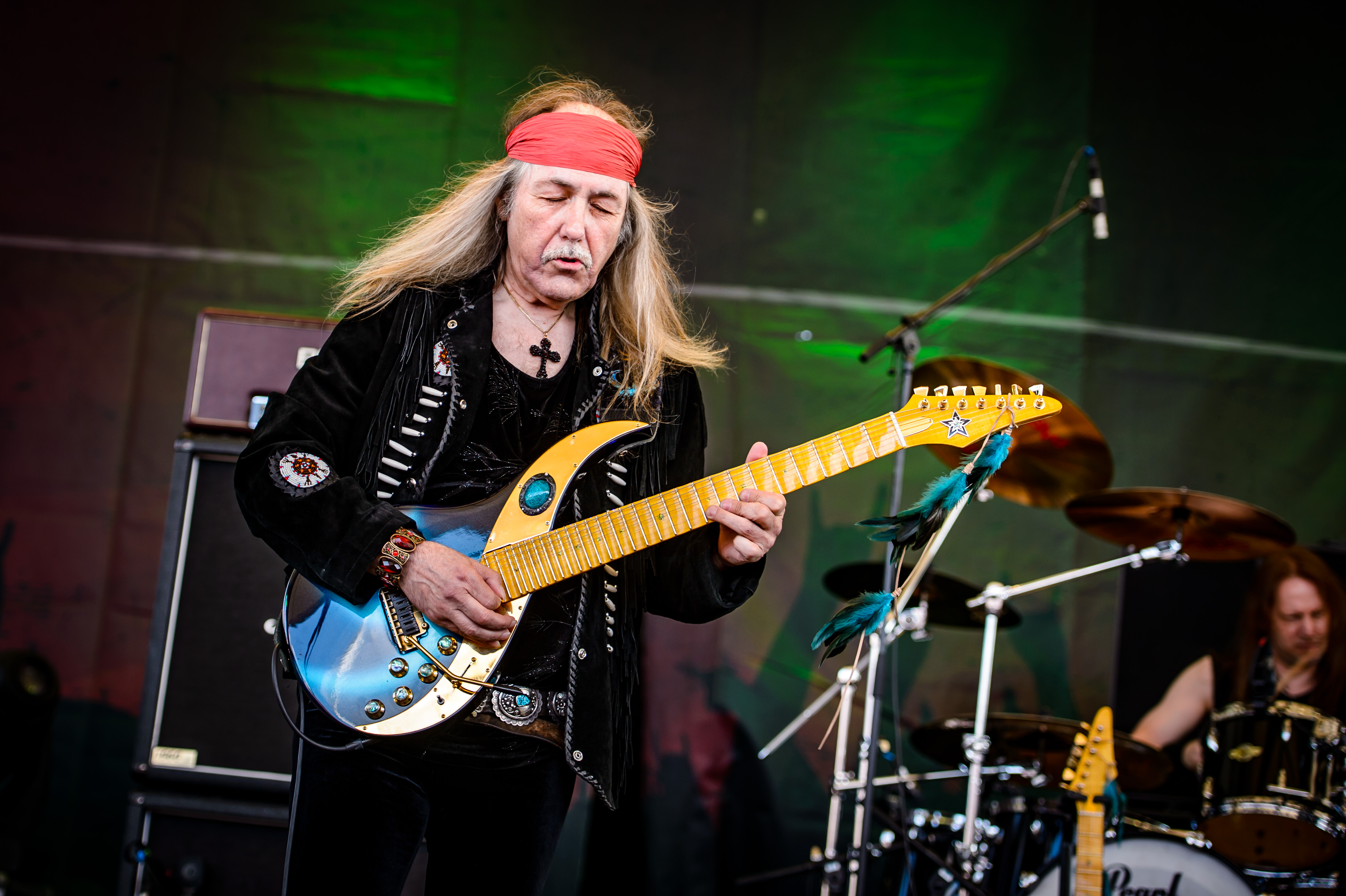
Taken by Force fue el último álbum de estudio de Uli Jon Roth con Scorpions. En la imagen, el guitarrista en 2018

En la primavera boreal de 1977, Scorpions tenía programada una última etapa de conciertos por Europa en el marco de la gira promocional de Virgin Killer. Mientras se encontraban en Inglaterra, el batería Rudy Lenners les informó que una vez terminado el tour renunciaría debido a un problema de salud. Por esta razón, el 5 de mayo, antes de presentarse en el club nocturno Sound Circus de Londres la banda audicionó a dos músicos, entre ellos a Herman Rarebell. Al día siguiente lo contactaron telefónicamente para avisarle que había logrado el puesto y que tenía que viajar lo antes posible a Hannover con su equipo para reunirse con el resto de la banda. El 17 de mayo de 1977 Herman ingresó oficialmente a Scorpions, anecdóticamente era el mismo día en que el vocalista Klaus Meine contrajo matrimonio con Gabi Meine.

## Grabación y composición
Su grabación se realizó entre junio y octubre de 1977 en los Dierks Studios en Colonia y el alemán Dieter Dierks quedó a cargo de su producción. La banda escribió las primeras maquetas de una forma rudimentaria en un salón que arrendaron en Kurzfeld, cerca de Münster, un método que por aquel entonces empleaban en cada álbum. De las ocho canciones, cinco las coescribió Rudolf Schenker, mientras que las tres restantes las compuso íntegramente Uli Jon Roth, a pesar de que no estaba interesado en la grabación del disco, porque para ese entonces estaba decidido en dejar la banda e iniciar una carrera solista.
Compuesta por Rudolf Schenker y Klaus Meine, «Steamrock Fever» es una «canción pegadiza y cómica» en donde trataron de hacer algo nuevo, como incluir el sonido de un martillo neumático que se mantiene a lo largo de todo el tema. Además, en su coro se incluye un guiño a los Estados Unidos —«Steamrock Fever in L.A.»— ya que por ese tiempo poder tocar por primera vez en ese país era una de las metas de la banda. Schenker afirmó que quizás tiene algo de influencias del punk, mientras que el crítico Martin Popoff mencionó que parece una canción española con una producción wall of sound, cuyo título demuestra el desconocimiento que tenían los escritores con el inglés, puesto que la palabra steamrock no existe en ese idioma. Por su parte, a Roth no le agradó y la consideró como «una gran broma», y lo único que hizo en ella fue tocar algunas notas con el slide. Considerada por Roth como «inusual», «casi como una pequeña sinfonía» y como «una de las mejores canciones de la banda», la letra de «We'll Burn the Sky» la escribió la artista Monika Dannemann en homenaje a su expareja y guitarrista Jimi Hendrix. Musicalizada por Rudolf, es una mezcla entre una balada y una pista de rock, que posee un power chord «fácil, efectivo, pero muy poderoso» según el guitarrista. «I've Got to Be Free» es una de las tres composiciones hechas por Roth, que según él trata sobre su idea de dejar la banda. Por su parte, «The Riot of Your Time» es un tema de rock cuyo riff principal es interpretado con una guitarra acústica, idea inspirada por las composiciones de Jimmy Page de Led Zeppelin. Con una letra que hace referencia a la reciente muerte de Elvis Presley, Popoff la calificó como «apocalíptica», en donde su melodía tiene una vibra latina.
«The Sails of Charon» cuenta la historia del personaje de la mitología griega Caronte, cuya inspiración provino de una pintura de Miguel Ángel en la Capilla Sixtina. A diferencia del resto de las canciones, el solo de guitarra es el principal componente de la introducción, que de acuerdo con Roth tiene un toque de flamenco y la ideó con base en los trabajos de Chaikovski. «Your Light» es una «canción espiritual» que trata sobre Jesús, en donde se mezclan elementos de heavy metal, funk y blues. Considerada por Popoff como una de las «enriquecedoras» del álbum, destaca la interpretación de Roth y el precioso groove de Rarebell de sus «platillos aplastantemente brillantes». Escrita por Rarebell con la ayuda de Meine y Schenker, «He's a Woman She's a Man» relata la historia de un travesti. Según el batería estaba basada en hechos reales ya que cuando estaban en la zona roja de París se les acercó una mujer, pero una vez que la vieron de cerca en realidad era un hombre travestido. Por último, «Born to Touch Your Feelings» es una power ballad que según Klaus entrega un mensaje en primera persona en donde la canción en sí misma «nace para tocar tus sentimientos». En su parte final se interponen unas voces femeninas que hablaban en distintos idiomas, las que fueron acreditadas en la contraportada del álbum como Junko y Mutsumi de Japón, Esther de Surinam, Rosa de Roma, Susan de Los Ángeles y Leila de Tahití.

## Lanzamiento y promoción

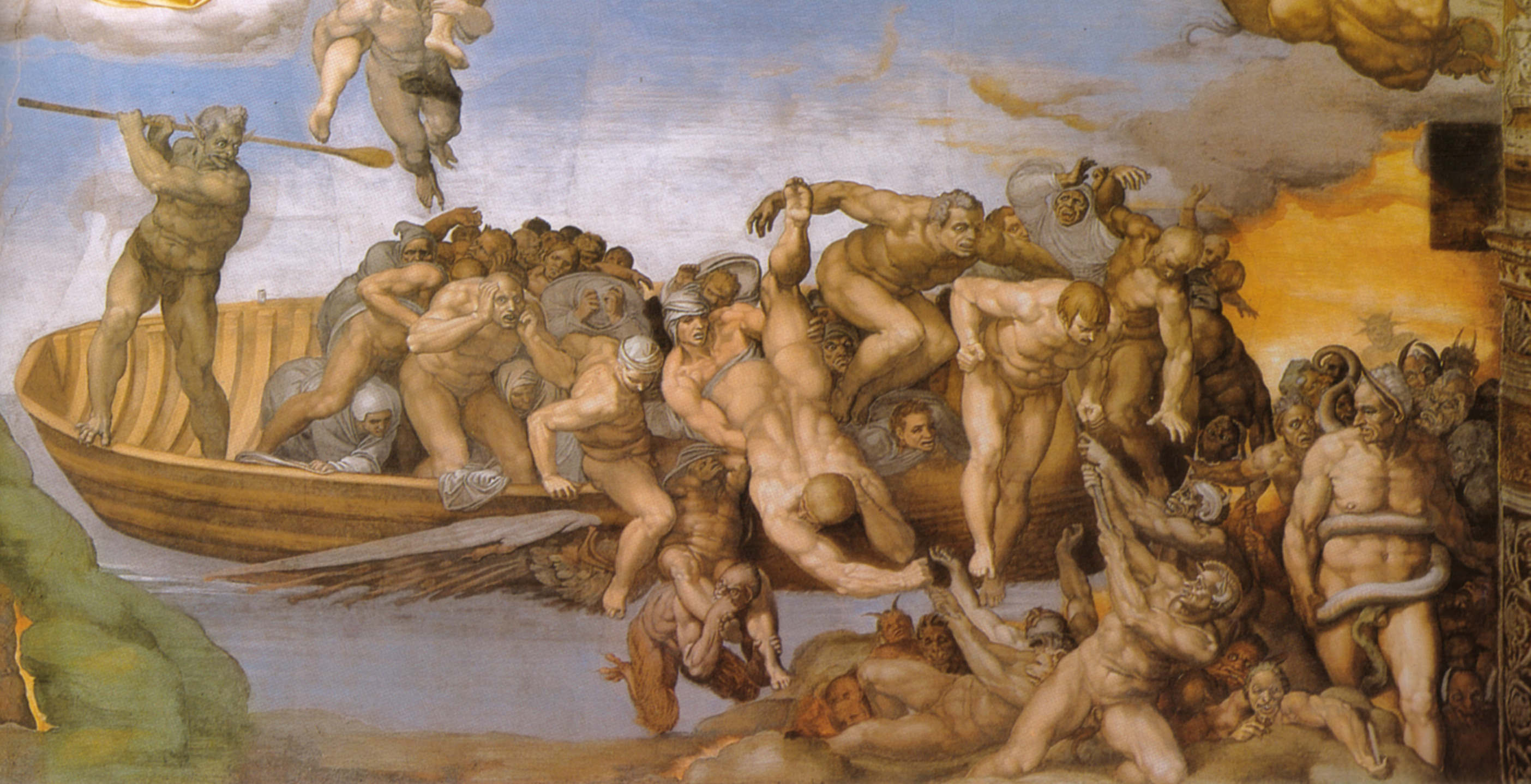
«The Sails of Charon» fue escrita por Uli Jon Roth inspirada en una pintura de Miguel Ángel. En la imagen, a la izquierda, Caronte en su barcaza en el mural de El Juicio Final del artista italiano

Taken by Force salió a la venta el 4 de diciembre de 1977 por el sello RCA. Para promocionarlo en el mismo día se lanzó su único sencillo «He's a Woman She's a Man», que contó con «Suspender Love» como lado B. Por otro lado, el 14 de octubre de 1977 Scorpions inició la gira Taken by Force Tour que les permitió tocar por Alemania Occidental, Francia, Bélgica y por primera vez en Japón: con tres presentaciones en Tokio, una en Nagoya y otra en Osaka. Esta fue la última gira de conciertos con Uli Jon Roth, ya que luego de las fechas por el país asiático renunció a la banda. A su vez, fue la primera del guitarrista Matthias Jabs que tocó en las últimas cuatro presentaciones por Alemania Occidental en 1978.
Si bien el álbum no entró en las listas musicales de Europa, en Japón logró la certificación de disco de oro luego de vender más de 100 000 copias. En 2010, alcanzó el puesto 281 en el conteo japonés, mientras que en 2015 —con la versión del 50° aniversario— nuevamente ingresó pero en la posición 89. Por otro lado, la misma reedición llegó hasta el puesto 139 en el Ultratop de Bélgica. A pesar de que el disco no posee más certificaciones discográficas de otros países, la organización Rock & Pop Art Awards le confirió un disco de platino en representación a más de un millón de copias vendidas a nivel mundial.

## Portada
La carátula original mostraba a dos niños jugando con armas de fuego en un cementerio militar en Francia, cuya fotografía la tomó el artista Michael von Gimbut. De acuerdo con Klaus Meine, la portada tiene una pequeña inspiración en la situación sociopolítica que vivía por aquel entonces Alemania Occidental, sobre todo por la agitación social provocada por la Fracción del Ejército Rojo (en alemán: Baader-Meinhof Bande). Esta fue una de las razones por la que se reemplazó por una versión alternativa —una imagen de los cinco músicos en un fondo negro— fotografías que fueron tomadas en una sesión en Hamburgo. Según Uli Jon Roth la segunda edición fue «realmente extraña», mientras que Klaus consideró que nunca llegó a la calidad de las otras portadas de la banda. Al respecto, en 2006 el guitarrista en una entrevista mencionó: «Taken by Force no fue obsceno. Pienso que la idea original de tener niños jugando con armas en un cementerio en Francia fue para algunas personas ofensivo. Yo no creo que sea ofensivo, en realidad es una muy buena imagen, ya que pone en perspectiva a la guerra en su totalidad, ya que con mucha frecuencia son los jóvenes de dieciocho y diecinueve años los que van a las guerras y no entienden completamente qué es la vida».

## Remasterización: Edición del 50° aniversario
Por motivos de la celebración del 50° aniversario de la banda, el 6 de noviembre de 2015 se relanzó con el título de Taken by Force 50th Anniversary. Esta reedición contó con seis pistas adicionales; «Suspender Love» y las maquetas de «Believe In Love», «Born to Touch Your Feelings», «Busy Guys», «Midnight Blues Jam» y «Blue Dream». Cabe señalar que las tres últimas inicialmente fueron descartadas del listado original de canciones.

## Comentarios de la crítica
Taken by Force recibió generalmente reseñas positivas de parte de la crítica especializada. Gary Hill del sitio web AllMusic le otorgó dos de cinco estrellas posibles y mencionó que era «menos brutal que los dos álbumes anteriores, sin embargo, es poco apreciado». Además, destacó los temas «Steamrock Fever» y «He's a Woman She's a Man», pero sobre todo a «We'll Burn the Sky» la que consideró como una de las mejores canciones hechas por la banda. Eduardo Rivadavia de Ultimate Classic Rock lo llamó uno de los álbumes más atractivos de Scorpions y señaló que «...contrasta la alta velocidad de «He's a Woman She's a Man» contra la majestuosidad incomparable de «We'll Burn the Sky», celebra la reciente muerte de Elvis Presley en «The Riot of Your Time» y muestra el gran genio de Uli Jon Roth en «The Sails of Charon»». Además, Rivadavia realizó un ranking para calificar los álbumes de la banda de peor a mejor, en donde Taken by Force logró el quinto puesto. Por su parte, el periodista Malcolm Dome de Classic Rock lo posicionó en el lugar once en la lista de los álbumes de Scorpions y comentó que tal vez fue el disco que «mostró signos de que el estilo que les había ayudado a abrirse internacionalmente se estaba volviendo un poco hastiado». Por otro lado, la revista estadounidense Billboard lo nombró como «otro [álbum] ganador». Su coterránea Record World comparó su música con Deep Purple, Black Sabbath y otras agrupaciones que le antecedieron, y podría generar seguidores con temas como «Steamrock Fever» y «The Riot of Your Time». La británica Music Week reseñó que «algunas pistas son un rock muy pesado, pero el sonido general está atenuado».
Joe Divita de la página web Loudwire posicionó a Taken by Force como el mejor disco de 1977, en la lista de los mejores álbumes de metal de cada año desde 1970. En su revisión mencionó que representa un punto alto en la carrera de la banda en la década de los setenta y resaltó las canciones «Steamrock Fever», «We'll Burn the Sky» y «The Sails of Charon»; a esta última la definió como una de las subestimadas de Scorpions. A su vez, en 2016 el equipo del mismo sitio lo incluyó en el puesto setenta del conteo de los setenta álbumes de Hard Rock + Metal de los años 1970. Fraser Lewry en la revisión a los álbumes remasterizados para celebrar el 50° aniversario de la banda señaló que la andrógina «He's a Man She's a Woman» y la inicial «Steamrock Fever» «resumen a la banda, en el año en que el punk irrumpió, con riffs puntiagudos, sorprendentes y acelerados». Por su parte, el crítico canadiense Martin Popoff lo posicionó en el puesto 327 en su libro Los 500 álbumes de heavy metal de todos los tiempos.

## Lista de canciones
| N.º | Título                        | Escritor(es)               | Duración |  |
| 1.  | «Steamrock Fever»             | Schenker, Meine            | 3:41     |  |
| 2.  | «We'll Burn the Sky»          | Schenker, Monika Dannemann | 6:31     |  |
| 3.  | «I've Got to Be Free»         | Roth                       | 4:04     |  |
| 4.  | «Riot of Your Time»           | Schenker, Meine            | 4:13     |  |
| 5.  | «The Sails of Charon»         | Roth                       | 5:17     |  |
| 6.  | «Your Light»                  | Roth                       | 4:34     |  |
| 7.  | «He's a Woman She's a Man»    | Schenker, Meine, Rarebell  | 3:20     |  |
| 8.  | «Born to Touch Your Feelings» | Schenker, Meine            | 7:42     |  |

| Pistas adicionales en la versión 50th Anniversary |                                                         |                 |          |  |
| N.º                                               | Título                                                  | Escritor(es)    | Duración |  |
| 9.                                                | «Suspender Love»                                        | Schenker, Meine | 3:24     |  |
| 10.                                               | «Busy Guys» (versión demo)                              | Schenker, Meine | 4:28     |  |
| 11.                                               | «Believe In Love» (versión demo)                        | Schenker, Meine | 3:46     |  |
| 12.                                               | «Midnight Blues Jam» (versión demo)                     | Schenker, Meine | 4:10     |  |
| 13.                                               | «Blue Dream» (versión demo - instrumental no terminada) | Roth            | 4:10     |  |
| 14.                                               | «Born to Touch Your Feelings» (versión demo)            | Schenker, Meine | 5:06     |  |

## Posicionamiento y certificaciones

### Posicionamiento en listas semanales
| País  | Lista (2010)       | Posición |
| ----- | ------------------ | -------- |
| Japón | Japan Albums Chart | 281      |

| País    | Lista (2015)       | Posición |
| ------- | ------------------ | -------- |
| Japón   | Japan Albums Chart | 89       |
| Bélgica | Ultratop           | 139      |

### Certificaciones
| País                     | Organismo certificador | Certificación | Ventas certificadas | Ref.   |
| ------------------------ | ---------------------- | ------------- | ------------------- | ------ |
| Japón                    | RIAJ                   | Oro           | 100 000             | [ 26 ] |
| Certificaciones globales |                        |               |                     |        |
| —                        | Rock & Pop Art Awards  | Platino       | 1 000               | [ 31 ] |

## Créditos
| - Klaus Meine: voz - Rudolf Schenker: guitarra rítmica y coros - Uli Jon Roth: guitarra líder y coros - Francis Buchholz: bajo y coros - Herman Rarebell: batería y coros | - Dieter Dierks: producción - Michael von Gimbut: fotografía - Stefan Böhle: diseño de producción - Franzi Froeb: gráficos - Dieter Wegner: remasterización |

Fuentes: Página web oficial de Scorpions y Discogs